# Giấy phép phần mềm
Giấy phép phần mềm (hay giấy phép phần mềm trong cộng đồng sử dụng) là một phương tiện pháp lý chi phối việc sử dụng và tái phân phối phần mềm được bảo vệ bản quyền. Một giấy phép phần mềm điển hình trao người dùng cuối quyền sử dụng một hay nhiều bản sao chép của phần mềm theo những cách mà nếu không tuân thủ theo nó sẽ dẫn đến cấu thành việc xâm phạm tính độc quyền của nhà phát hành phần mềm, theo luật bản quyền. Về hiệu lực, giấy phép phần mềm hoạt động như một lời cam kết từ nhà phát hành phần mềm rằng sẽ không kiện người dùng cuối nếu họ tiến hành các hoạt động thông thường nằm trong những quyền độc quyền được xem như thuộc về nhà phát hành.